# Европейская серия GT4
Европейский серия GT4 — серия гонок на автомобилях класса GT4, организованная и проводимая SRO (Stéphane Ratel Organisation) Стефана Рателя и санкционируемая FIA. Это любительский турнир созданный по образцу Европейского чемпионата FIA GT3, и в отличие от чемпионата FIA GT, где выступают профессиональные гонщики на машинах категории GT1 и GT2. Автомобили GT4 в наибольшей степени приближены к дорожным машинам, кроме того, они наименее мощны сами по себе.

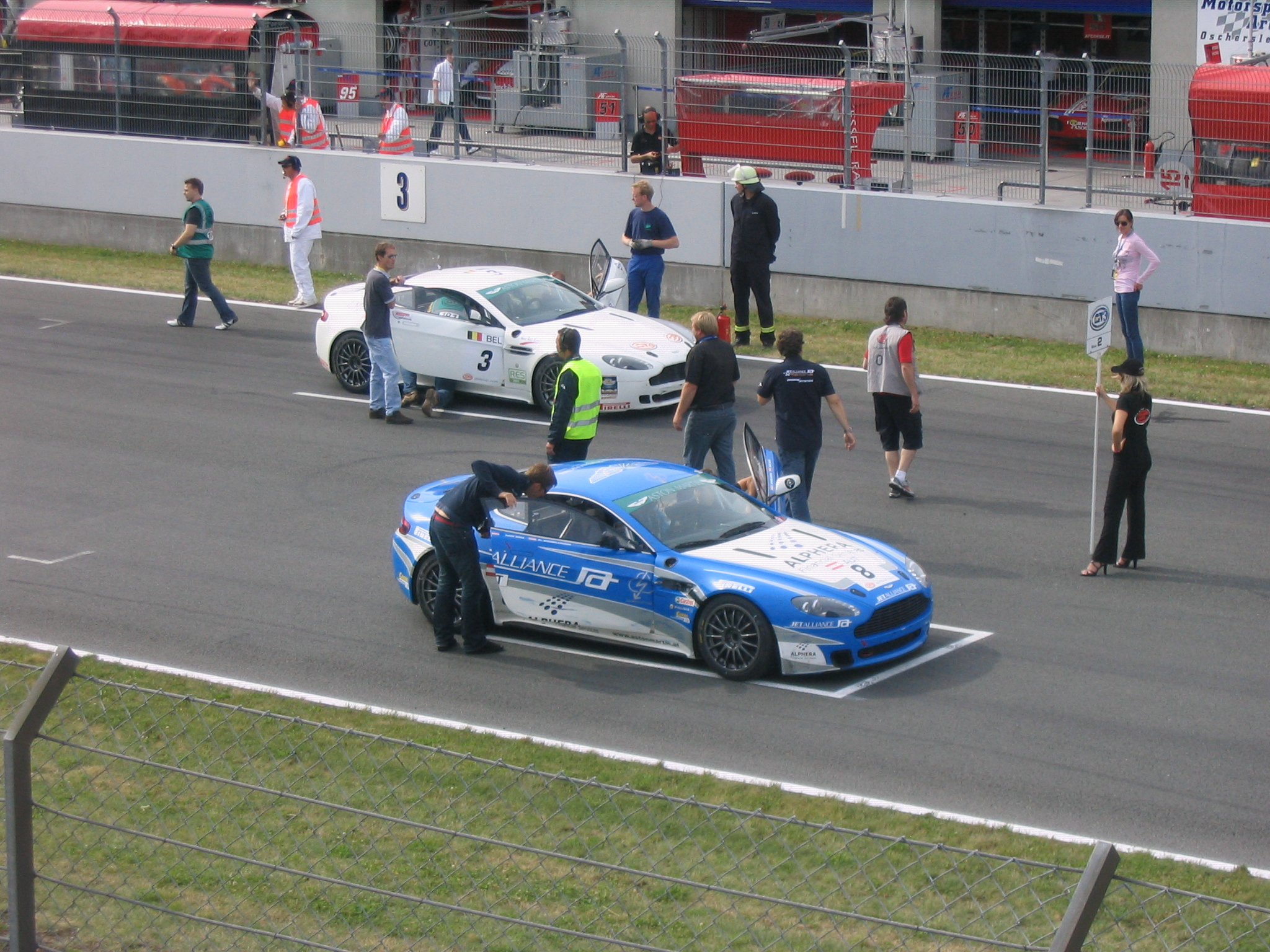
Пара Aston Martin V8 Vantage N24 на старте гонки в Ошерслебене, 2008г.

## История
После успешного старта чемпионата FIA GT3, формула которого была затем распространена и на другие национальные чемпионаты GT, в SRO решили, что необходима серия для еще менее опытных водителей и с меньшими затратами. В следующем, 2007м, году стартовала новая серия, получившая статус Европейского кубка.

## Правила
Правила нового Кубка написаны по образцу FIA GT3, но с еще большими ограничениями.

### Машины
Автомобили, допускаемые в Кубок, близки к т. н. «автомобилям для трековых дней», но могут быть также построены самими командами на базе дорожных автомобилей. Автомобили должны пройти тесты FIA на безопасность, а также для определения гандикапов, необходимых для уравнивания всех участников. Кроме того, все машины оснащаются стандартными покрышками Пирелли.
Допущены автомобили:
- Aston Martin V8 Vantage N24
- Aston Martin V8 Vantage GT4
- BMW M3 GT4
- BMW Z4 Coupe
- Chevrolet Corvette C6
- Ford Mustang FR500C
- Ginetta G50 GT4
- Lotus Sport Exige GT4
- Lotus Evora GT4
- Maserati Gran Turismo MC
- Maserati Trofeo Light
- Nissan 350Z/370Z
- Opel GT
- Porsche 997 GT4
- Porsche Cayman

В 2008 г. добавлена категория Sport Light, в которую вошли:
- Donkervoort D8GT
- Gillet Vertigo
- KTM X-Bow
- Lotus 2-Eleven
- Peugeot 207 Spyder

### Гонщики
Подобно чемпионату FIA GT3, в Кубке действуют ограничения на профессиональный уровень пилотов, но более жесткие. Так, водители моложе 30 не должны иметь в послужном списке финиша в десятке в любом национальном или международном чемпионате машин с открытыми колесами, а также достижения в национальных или международных состязаниях автомобилей GT. Эти водители попадают в Серебряную категорию, а в Бронзовую категорию попадают гонщики старше 30 лет, получившие гоночную лицензию после 30 и не имеющие опыта в гонках монопостов.

### Гонки
Как и в FIA GT3, Кубок проводит по две одинаковых гонки, обычно в разные дни. Команды не обязаны иметь в своем составе двух гонщиков, и один и тот же человек может выступать в обеих гонках.
Очковая система такая же как и в других чемпионатах ФИА - восьмиместная, по принципу 10-8-6-5-4-3-2-1. Если машиной управляют два гонщика, то очки получают оба. Очки идут как в личный, так и в командны зачеты. Очки в зачет производителей идут, если в гонке участвует 5 машин одной марки.

### Чемпионы
| Сезон | Класс                   | Личный зачет                            | Командный зачет                         |
| ----- | ----------------------- | --------------------------------------- | --------------------------------------- |
| 2007  | GT4                     | Эрик де Донкер                          | Не присуждался                          |
| 2008  | GT4                     | Эрик де Донкер                          | Motorsport98                            |
| 2008  | Light                   | Кристофер Хаасе                         | Motorsport98                            |
| 2009  | GT4                     | Джо Осборн                              | RJN Motorsport                          |
| 2009  | Supersport              | Августин Эдер                           | RJN Motorsport                          |
| 2010  | GT4                     | Пол Мейер                               | Rhesus Racing                           |
| 2010  | Supersport              | Джанни Джудичи                          | Rhesus Racing                           |
| 2011  | GT4                     | Рикардо ван дер Энде                    | Racing Team Holland by Ekris Motorsport |
| 2011  | Supersport              | Джанни Джудичи                          | Racing Team Holland by Ekris Motorsport |
| 2012  | чемпионат не проводился |                                         |                                         |
| 2013  | PRO                     | Рикардо ван дер Энде                    | Ekris Motorsport                        |
| 2013  | AM                      | Йорг Вибан                              | Ekris Motorsport                        |
| 2014  | PRO                     | Бернхард ван Оранж Рикардо ван дер Энде | Racing Team Holland by Ekris Motorsport |
| 2014  | AM                      | Андре Грамматико                        | Racing Team Holland by Ekris Motorsport |
| 2015  | PRO                     | Йелле Беелен Марсель Ноорен             | V8 Racing                               |
| 2015  | AM                      | Даниэль Укерманн                        | V8 Racing                               |

## Схожие серии
Вслед за стартом Европейского кубка, машины категории GT4 были допущены также в Британский чемпионат ГТ, Belcar, а в Голландии запланирован отдельный чемпионат с 2009г.